# Jeleśnia
Jeleśnia je vesnice v Polsku ve Slezském vojvodství, okres Żywiec, gmina Jeleśnia. V letech 1975–1998 vesnice byla pod správou vojvodství Bílsko.

## Poloha
Vesnice se rozkládá v jižní části Beskid Żywieckich. Vesnicí protéká řeka Koszarawa do které se vlévají potoky Sopotnia, Kamienny a Pewlica. Vesnice se táhne podél komunikace 945 v délce asi šesti kilometrů v nadmořské výšce 450–480 m. Sousedí s obcemi Przyborów, Krzyżow, Sopotnia Mała, Sopotnia Wielka, Mutne, Pewel Mała a Pewel Wielka. Vesnice má dvě centra.Jedno se nachází v jižní části kolem kostela a Zájezdního hostince (Starej Karczmy). V blízkosti se nachází Úřad gminy Jeleśnia. Druhé obchodní centrum je v severní části u železniční stanice.
Jeleśnia je výchozím bodem mnoha turistických tras do hor Beskidu Żywieckého.
Železniní stanice na železnici 97 Skawina – Żywiec se spojením Żywiec-Sucha Beskidzka nebo Zakopane-Częstochowa.

## Historie
První písemné zmínky o vesnici pochází z 16. století, ale historie regionu sahá stovky let dopředu. O oblast se vedly spory, které se vedly silou zbraní. V roce 1457 král Kazimír IV. Jagelonský odkoupil osvětimské knížectví a připojil ke krakovskému vojvodství a později jej předal Petru Komorowkému (Piotr Komorowski). V roce 1624 byly źywiecké statky dány do zástavy královně Konstancí, ženě Zikmunda III. Vasy. Zatím co statky suské a ślemieńské přešly do vlastnictví majetku rodu Wielkopolských. Tento rod odkoupil v roce 1676 źywiecké statky a byly ve vlastnictví až do počátku 19. století. V roce 1772 se oblast dostala do vlastnictví Rakouska a od roku 1838 Habsburků (až do roku 1945).
V roce 1869 žilo 2729 obyvatel.
V roce 2011 ve vesnici žilo 4043 obyvatel (1982 mužů a 2061 žen).

## Památky
- Kostel sv. Vojtěcha, barokní kostel z roku 1584 s varhany firmy Otto Rieger z Krnova.

- Zájezdní hostinec nazýván Stará Karczma, je dřevěný hostinec, pravděpodobně z 18. století. Je součástí Stezky dřevěné architektury Slezského vojvodství.
- zděná kaplička z 19. století
- Muzeum MOTÓRA